# Казе Коле (Перуђа)
Казе Коле је насеље у Италији у округу Перуђа, региону Умбрија.
Према процени из 2011. у насељу је живело 30 становника. Насеље се налази на надморској висини од 467 м.